# Sardinella hualiensis
Sardinella hualiensis és una espècie de peix de la família dels clupeids i de l'ordre dels clupeïformes.

## Morfologia
- Els mascles poden assolir 12,5 cm de llargària total.[5][6]

## Distribució geogràfica
Es troba a Taiwan.

## Costums
Forma bancs a les aigües costaneres.